# Альбаррасин, Агустин
Аугустин Альбаррасин Бразил (исп. Agustín Albarracín Basil; род. 29 августа 2005, Монтевидео) — уругвайский футболист, нападающий клуба «Бостон Ривер».
Старший брат Аугустина — Николас, тоже профессиональный футболист.

## Клубная карьера
Альбаррасин — воспитанник клуба «Монтевидео Уондерерс». 24 июня 2023 года в матче против «Пеньяроля» он дебютировал в уругвайской Примере. 23 июля в поединке против «Бостон Ривер» Аугустин забил свой первый гол за «Монтевидео Уондерерс». В начале 2025 года Альбаррасин перешёл в «Бостон Ривер». 22 февраля в матче против столичного «Насьоналя» он дебютировал за новую команду. 5 апреля в поединке против «Хувентуд Лас-Пьедрас» Агустин забил свой первый гол за «Бостон Ривер». 

## Международная карьера
В 2025 году Альбаррасин в составе молодёжной сборной Уругвая принял участие в молодёжном чемпионате Южной Америки в Венесуэле. На турнире он сыграл в матчах против команд Бразилии, Венесуэлы, Колумбии, Парагвая и Чили.